# Star Wars Jedi Knight: Mysteries of the Sith
Star Wars: Jedi Knight: Mysteries of the Sith — дополнение для шутера от первого лица Star Wars: Jedi Knight: Dark Forces II. Оно было разработано и издано компанией LucasArts и выпущено 17 февраля 1998 года. Дополнение включает в себя однопользовательский режим и пятнадцать многопользовательских карт. Многопользовательский режим позволяет играть до восьми игрокам в режиме онлайн или по локальной сети. В 2009 году оно было переиздано на Steam вместе с остальными играми в серии.
История игры начинается через пять лет после событий Dark Forces II. Дополнение использует значительно улучшенный движок Sith, в который добавили множество визуальных эффектов, вроде цветного освещения, а также несколько новых врагов и Сил. Язык программирования COG, который использовался в Jedi Knight для создания скриптовых событий, был значительно улучшен новыми функциями. Mysteries of the Sith получила положительные отзывы критиков, которые высоко оценили историю и улучшения в искусственном интеллекте.

## Игровой процесс

### Одиночный режим
Mysteries of the Sith в первую очередь является шутером от первого лица, однако у игрока есть возможность выбрать вид от третьего лица. В Dark Forces II действия игрока влияют на то, на какой стороне закончится игра — тёмной или светлой. Однако в Mysteries of the Sith только одна, морально положительная концовка. Продвижение по игре линейное, по четырнадцати уровням, и каждый из них ставит перед игроком цели, которые тот должен выполнить. На каждом уровне игроку встречаются как враждебные, так и дружественные неигровые персонажи (NPC). В дополнение к противникам, фигурировавшим в Dark Forces II, в Mysteries of the Sith было добавлено двадцать новых, включая огромного монстра Ранкора, аналогичного тому, который был убит Люком Скайуокером в «Возвращении джедая». Некоторые дружественные неигровые персонажи могут помогать игроку, атакуя враждебных ему. Игроку доступны различные виды оружия, например бластер, термальный детонатор, и световой меч. Кроме обычного оружия у игрока также есть доступ к способностям Силы.

### Многопользовательский режим
Многопользовательский режим Mysteries of the Sith включает пятнадцать карт, при этом на четырёх из них игроки могут использовать только световые мечи. Игрок может выбрать аватар и цвет своего светового меча, и участвовать в матчах на восемь игроков через Интернет или по локальной сети. Игра включает в себя рейтинговую систему, которая отслеживает опыт игрока. В многопользовательских матчах игрок может выбирать заданного персонажа из списка тех, что появлялись либо в Mysteries of the Sith либо в Dark Forces II. Кроме этого, игрок может выбирать среди персонажей из фильмов трилогии «Звёздные воины», таких как Люк Скайуокер, Дарт Вейдер и Боба Фетт. У каждого персонажа есть как преимущества, так и недостатки.
Несколько мест из фильмов о Звёздных войнах были воссозданы в виде карт для многопользовательских игр. Среди них дом Люка на Татуине из «Новой надежды», замораживающая карбонитная камера на Беспине из «Империя наносит ответный удар» и императорский тронный зал на Звезде Смерти из «Возвращения джедая». Режим «Захват флага», который был в Dark Forces II, в Mysteries был изменён. Теперь игрок должен украсть ящерицу — называемую йсаламири — у другой команды и вернуть её на свою собственную базу. Йсаламири снижает способности к Силе у персонажа, переносящего её.

## Сюжет
Действие игры Mysteries of the Sith происходит в 10 ПБЯ по хронологии Звёздных войн, через шесть лет после событий «Возвращения джедая» и пять лет после событий Star Wars: Jedi Knight: Dark Forces II. Кайл Катарн берёт себе в ученики Мару Джейд, которая не желает учиться у Люка Скайуокера. Как и Катарн, Джейд — бывший солдат Галактической Империи, но присоединилась к Новой Республике, чтобы стать рыцарем-джедаем.
Действие первого уровня игры происходит в новом форпосте Новой Республики на планете Альтир-5, где тренировка Катарна и Джейд прерывается нападением имперцев на базу. Игрок берёт под контроль Катарна, чтобы защитить базу от штурмовиков и добраться до командного центра. Там выясняется, что эвакуация не может состояться из-за бомбардировки двумя оружейными платформами, замаскированными под астероиды. Катарн оставляет Джейд позади, отправляясь к астероидам, чтобы уничтожить их.
После этой части игры игрок берёт под контроль Джейд. Катарн сообщает, что ему удалось обнаружить информацию о местонахождении храма ситхов на планете Дромунд Каас, и он отправляется на поиски, оставляя Джейд продолжать изучение Силы в одиночку, выполняя новые задания Республики. После выполнения заданий Джейд узнаёт, что связь с Катарном потеряна, и отправляется на Дромунд Каас, чтобы узнать, что с ним случилось. В храме она обнаруживает, что Катарн был совращён силой тёмной стороны, и ей не удаётся убедить его вернуться к свету, в результате чего они вступают в дуэль. Это помогает Катарну избежать влияния тёмной стороны, так как он не может заставить себя убить Джейд после того, как она отключает свой световой меч. Однако этот инцидент заставляет Катарна отдалиться от Силы и вернуться к наёмничеству.

## Разработка

Кат-сцены в Mysteries of the Sith воспроизводятся на движке игры, в отличие от full motion video, использованных в Dark Forces II.

Игра Star Wars Jedi Knight: Mysteries of the Sith была разработана и издана компанией LucasArts в качестве дополнения к игре Star Wars Jedi Knight: Dark Forces II. Команду разработчиков Mysteries of the Sith возглавил Стивен Шоу, ведущий программист предыдущих игр LucasArts, Full Throttle и Outlaws. Разработка началась в 1997 году сразу же после завершения работы над игрой Outlaws, что обеспечило быстрый выход игры следом за изданием Dark Forces II.
Так как Mysteries of the Sith является дополнением к Dark Forces II, она требует наличия диска Dark Forces II в дисководе при первом запуске игры. Компания LucasArts усовершенствовала трёхмерный движок, использованный в Dark Forces II, включив в него цветное освещение. FMV-видеосюжеты с живыми актёрами, которые в Dark Forces II проигрывались между уровнями, были заменены на трёхмерные сцены, отрисовываемые движком.
Искусственный интеллект был усовершенствован с целью получения более реалистичного поведения неигровых персонажей. Враждебные и дружественные NPC могут сражаться друг с другом без какого-либо участия игрока. Ещё одним улучшением является то, что в Dark Forces II враги при отборе оружия у них способностью «Force pull» просто ходили и ничего не делали, а в Mysteries of the Sith они пытаются вступить с игроком в рукопашный бой.
По словам Стивена Шоу, большая часть Mysteries of the Sith была вдохновлена трилогией книг Тимоти Зана про адмирала Трауна; одна из главных героев игры, Мара Джейд, была взята непосредственно из романов. Хотя дополнение включает персонажей из предыдущей игры, для сценария Mysteries были записаны новые диалоги, в том числе и для повторяющихся фоновых персонажей. Некоторые диалоги были переведёны на вымышленный хаттский язык, использовавшийся в «Возвращении джедая» и других частях творческой вселенной «Звёздных войн». В игре был использован саундтрек, написанный Джоном Уильямсом, композитором первой трилогии «Звёздные войны».

## Оценки и критика
| Сводный рейтинг       | Сводный рейтинг        |
| Агрегатор             | Оценка                 |
| --------------------- | ---------------------- |
| GameRankings          | 75,60 % (по 5 обзорам) |
| Иноязычные издания    |                        |
| Издание               | Оценка                 |
| AllGame               | [ 7 ]                  |
| CVG                   | 5/10                   |
| GameSpot              | 7,8/10                 |
| PC Zone               | 95 %                   |
| Русскоязычные издания |                        |
| Издание               | Оценка                 |
| Game.EXE              | 88 %                   |
| «Игромания»           | [ 13 ]                 |
| «НИМ»                 | 8,1 / 10               |

Mysteries of the Sith дебютировала в США на 10-м месте за февраль 1998 года в ежемесячной таблице продаж компьютерных игр службы PC Data. В следующем месяце она опустилась на 15 место со средней розничной ценой в 28 долларов, а в апреле исчезла из двадцатки лидеров. Игра была хорошо принята критиками. Она получила средний балл в 75,60 % по рейтингу GameRankings, основанному на пяти обзорах. Критики назвали Mysteries of the Sith качественным расширением и «достойным дополнением» мира Jedi Knight, но также было отмечёно, что есть места, в которых игру можно ещё улучшить.
Игровой процесс одиночного режима получил смешанную реакцию. Пол Маллинсон из PC Zone заявил, что «Mysteries of the Sith начинаются блестяще и становятся все лучше и лучше и лучше, чем дальше вы углубляетесь в них. Прогрессирующий характер постоянно развивающейся сюжетной линии следит за этим». Напротив, Майкл Э. Райан из GameSpot заявил, что игра неравномерна и сложные уровни появляются только к концу, и что это отрицательно сказывается на игровом процессе, создавая резкие изменения в том, как нужно проходить игру. Также было отмечено, что отдельные элементы игрового процесса, такие как искусственный интеллект, были заметно улучшены. Александр Вершинин из Game.EXE сравнил уровни Mysteries с Dark Forces II, и заключил что они стали интерактивнее. Андрей Шаповалов из «Игромании» раскритиковал сюжетные ролики на движке игры, заметив, что «после великолепия Quake II эти ролики выглядят весьма убого». Александр Ланда из «Навигатора игрового мира» сравнил игровой процесс с Quake, и похвалил игру за то что есть «хитрости и сложности», которые надо учитывать при её прохождении.
Многопользовательская сторона Mysteries of the Sith была воспринята положительно, но не избежала критики. Эмиль Пальяруло из The Adrenaline Vault задался вопросом, почему в многопользовательском режиме отсутствовали определённые функции, которые присутствовали в однопользовательском режиме. Одной из таких функций является монстр Ранкор, который появляется на одном из уровней одиночной игры, но не на многопользовательских картах. Вершинин назвал «новшеством» введение в многопользовательский режим «типажей» игроков, с возможностью выбора между «скаутами», «солдатами», «джедаями» и «Дарт Вейдерами».
Обозреватели отметили, что графика в Mysteries of the Sith была заметно улучшена по сравнению с Dark Forces II, и особенно выделили появившееся цветное освещение. Вершинин отметил, что базовая игра была «скупая» на палитру, зато в дополнении она «расцвела». Однако не все улучшения графики получили положительную характеристику, и в некоторых обзорах подчёркивалось, что дым от «карбонитного» оружия выглядит плохо. Райан раскритиковал всю игровую реализацию оружия: «Карбонитная пушка была долгожданным оружием, но эффекты и внешний вид замороженных врагов действительно очень плохие». Шаповалов согласился с ним, написав что замороженные противники похожи на «снеговиков из бетона» и назвав само оружие «бестолковым».
Звук в игре получил похвалы от рецензентов. Актриса Хайди Шеннон была названа «отличным выбором» в качестве голоса Мары Джейд. Музыкальный саундтрек от Джона Уильямса получил отдельную похвалу за качество. Пальяруло отметил, что саундтрек умело используется в игре: «Mysteries of the Sith умеет использовать нужную музыку в нужный момент».